# 埃默森·费雷拉·达罗萨
埃默森（Emerson，1976年4月4日—），全名埃默森·费雷拉·达罗萨（Emerson Ferreira da Rosa），前巴西足球運動員，司職防守中場。暱稱"El Puma"美洲豹。

## 生涯

### 球會
艾馬臣早年一直都是在巴西國內球會效力，1997年转会到德甲球會勒沃库森。在度过三个成功的赛季后，以创德甲转会纪录的3千650万德国马克的转会费转会意甲球队羅馬。在那里他获得了一次意甲联赛冠军。2004年他和他的主教练卡佩罗一起转会意甲豪门尤文图斯。在05/06赛季结束后因为尤文图斯俱乐部假球风波被罰降级，他再次和卡佩罗一起加盟皇家马德里。後來，因為他不在新教練蘇斯達的建軍計劃中，所以被賣到AC米蘭。
於2009年7月26日，他由AC米蘭加盟山度士。

### 国際賽
埃默森曾经参加过1998以及2006年世界杯足球赛。在2002年世界杯中，他原本以国家队队长的身份入选，但在开赛前因为一次训练中充当门将扑救时受伤，最终缺席那次世界杯。

## 数据统计
- 82 场德国甲级比赛, 11 个入球
- 54 场巴西国内联赛, 8 个入球
- 163 场意大利甲级联赛，16 个入球
- 69 场欧洲比赛, 10 个入球
- 69 场国家队比赛, 6 个入球

## 成就
- 1994年 巴西国家杯
- 1995年 南美解放者杯
- 1996年 巴西联赛冠军
- 1997年 巴西杯赛冠军
- 1999年 美洲杯冠军
- 2001年 意大利联赛冠军
- 2001年 超级杯冠军
- 2005年 联合会杯冠军
- 2007年 西班牙甲組足球聯賽冠軍